# John Cenatiempo
John Cenatiempo (New York, 5 marzo 1963) è un attore e stuntman statunitense.

## Biografia
Nato a New York nel 1963, ha fatto da stuntman oltre 200 volte in carriera, oltre ad aver recitato in molti film e serie TV, seppur senza mai aver avuto ruoli di grande rilievo. In TV è noto soprattutto per il ruolo di Anthony Maffei nella serie di successo I Soprano dove (oltre a un episodio nel 2000) figurò nel cast delle ultime 6 puntate della serie, oltre ad aver fatto da stuntman in 9 episodi della serie stessa tra il 1999 e il 2006.
Ha lavorato da stuntman in oltre 200 occasioni per molti film e serie TV, tra cui Law & Order.

## Filmografia

### Cinema
- Il cacciatore di taglie (Street Hunter), regia di John A. Gallagher (1990)
- L'ultimo boy scout (The Last Boy Scout), regia di Tony Scott (1991)
- Arma Letale 3 (Lethal Weapon 3) , regia di Richard Donner (1992)
- Una Vita Al Massimo (True Romance), regia di Tony Scott (1993)
- Un Giorno da Ricordare (Two Bits), regia di James Foley (1995)
- Money Train, regia di Joseph Ruben (1995)
- La faccia violenta della legge (Scar City), regia di Ken Sanzel (1998)
- Nemico Pubblico (Enemy of the State), regia di Tony Scott (1998)
- Table One, regia di Michael Scott Bregman (2000)
- 2 Fast 2 Furious, regia di John Singleton (2003)
- Bad Boys II, regia di Michael Bay (2003)
- La Macchia Umana (The Human Stain), regia di Robert Benton (2003)
- Cellular, regia di David R. Ellis (2004)
- La Pantera Rosa (The Pink Panther), regia di Shawn Levy (2006)
- End Game, regia di Andy Cheng (2006)
- The Departed - Il Bene e il Male (The Departed), regia di Martin Scorsese (2006)
- Brooklyn Rules, regia di Michael Corrente (2007)
- American Gangster, regia di Ridley Scott (2007)
- Sfida Senza Regole (Righteous Kill), regia di Jon Avnet (2008)
- Fighting, regia di Dito Montiel (2009)
- Wrong Turn at Tahoe - Ingranaggio mortale, regia di Franck Khalfoun (2010)
- Notte Folle a Manhattan (Date Night), regia di Shawn Levy (2010)
- Detachment - Il distacco (Detachment), regia di Tony Kaye (2011)
- Safe, regia di Boaz Yakin (2012)
- Candidato a Sorpresa (The Campaign), regia di Jay Roach (2012)
- The Iceman, regia di Ariel Vromen (2012)
- Dead Man Down - Il Sapore della Vendetta (Dead Man Down), regia di Niels Arden Oplev (2013)
- God's Pocket, regia di John Slattery (2014)
- Liberaci dal male (Deliver Us from Evil), regia di Scott Derrickson (2014)
- Tracers, regia di Daniel Benmayor (2015)
- Run All Night - Una Notte per Sopravvivere (Run All Night), regia di Jaume Collet-Serra (2015)
- Fast & Furious 7 (Furious 7), regia di James Wan (2015)
- Southpaw - L'Ultima Sfida (Southpaw), regia di Antoine Fuqua (2015)
- Mechanic: Resurrection, regia di Dennis Gansel (2016)
- La Legge della Notte (Live by Night), regia di Ben Affleck (2016)
- Baywatch, regia di Seth Gordon (2017)
- L'autista (Wheelman), regia di Jeremy Rush (2017)
- Unspoken: Diary of an Assassin, regia di Ron Yuan (2017)
- The Irishman, regia di Martin Scorsese (2019)
- This Is the Night, regia di James DeMonaco (2021)
- Boss Level, regia di Joe Carnahan (2021)
- Emergency, regia di Carey Williams (2022)

### Televisione
- The Watcher - serie TV, episodio 1x03 (1995)
- Witness to the mob - telefilm (1998)
- Sex and the City - serie TV, episodio 1x01 (1998)
- I Soprano (The Sopranos) - serie TV, 7 episodi (2000-2007)
- Deadline - serie TV, episodio 1x07 (2001)
- Rescue Me - serie TV, episodio 1x01 (2004)
- Blind Justice - serie TV, episodio 1x01 (2005)
- Law & Order: Criminal Intent - serie TV, episodio 5x20 (2006)
- The Black Donnellys - serie TV, episodio 1x01 (2007)
- Damages - serie TV, episodio 1x05 (2007)
- Blue Blood, regia di Brett Ratner (2008) - film TV
- Life On Mars - serie TV, 13 episodi (2008-2009)
- Boardwalk Empire - L'impero del crimine (Boardwalk Empire) - serie TV, episodio 2x02 (2011)
- Person Of Interest - serie TV, episodio 1x13 (2012)
- 30 Rock - serie TV, episodio 6x11 (2012)
- Magic City - serie TV, 14 episodi (2012-2013)
- Banshee - La città del male (Banshee) - serie TV, episodio 1x01 (2013)
- Vinyl - serie TV, episodio 1x01 (2015)
- The Get Down - serie TV, episodio 1x04 (2016)
- The Tick - serie TV, episodio 1x01 (2017)
- The Deuce - La via del porno (The Deuce) - serie TV, episodio 1x03 (2017)
- Tulsa King - serie TV (2022-in corso)

## Doppiatori italiani
Nelle versioni in italiano delle opere in cui ha recitato, John Cenatiempo è stato doppiato da:
- Roberto Certomà in Arma letale 3
- Stefano Billi ne I Soprano
- Sergio Di Giulio in Life On Mars
- Mauro Magliozzi in Person of Interest
- Roberto Draghetti in Magic City
- Roberto Fidecaro in Mechanic: Resurrection
- Carlo Petruccetti in FBI: Most Wanted
- Stefano Valli in Tulsa King